# ED-209
ЕD-209 (Enforcement Droid series 209) — боевой робот из серии фильмов «Робокоп».

## Описание
Отдел безопасности корпорации OCP во главе с Диком Джонсом разработал робота ED-209 для патрулирования улиц и поддержания правопорядка. Конструкция боевого робота очень проста: головная часть передвигается с помощью двух вогнутых ног на гидравлических приводах. По этой причине ED-209 немного напоминает динозавра или цыплёнка без головы. Из-за технических особенностей робот не может спускаться по лестницам, что помогает главному герою фильма Робокопу спастись от уничтожения.
Представленная в кинофильме модель боевого робота оборудована тяжёлым вооружением, которое располагается в двух руках-консолях. Задуманный как многофункциональная модульная оружейная система, левая рука робота оборудована одним 20-мм автоматическим орудием и тремя ракетами с инфракрасной системой самонаведения. Правая рука оснащена спаренным 20-мм орудием. Кроме того, в кармане позади «головы» находится спаренная пусковая установка, которая могла быть снаряжена миномётными снарядами или газовыми гранатами, — однако эта установка так и не была показана ни в одном из фильмов. ED-209 обладает высокой боевой мощью и может довольно эффективно применяться против живой силы противника (в данном случае — против вооружённых преступников или разъярённых толп, однако в первом кинофильме также упоминалась заинтересованность проектом Министерством обороны США, в частности вооружёнными силами США).
Также робот оборудован датчиками и камерами, позволяющими ему распознавать потенциально опасные объекты. Обнаружив в поле зрения потенциально опасного объекта (например, вооружённого преступника), ED-209 активирует оружие и произносит: «Drop your weapon. You have 20 seconds to comply» («Бросьте оружие. У вас 20 секунд чтобы подчиниться»). По истечении 20 секунд, если вооружённый человек не бросил оружие, робот открывает огонь на поражение. Боевое программное обеспечение робота по крайней мере первое время было подвержено многочисленным сбоям и «багам»: так, в первом кинофильме на испытаниях боевой робот убил члена совета директоров корпорации OCP. Кроме того, из-за несложности и несовершенства программного кода, взломать его смог даже способный и знающий программирование ребёнок, что было продемонстрировано в фильме Робокоп 3.

## Влияние на массовую культуру
Образ ЕD-209 оказал значительное влияние на современную массовую культуру — так, пародии и прямые отсылки к нему присутствуют:
- В художественных фильмах:

похожий робот в эпизоде фильма «Армия Франкенштейна»;
в эпизоде «I, D'oh-Bot» сериала «Симпсоны»;
в эпизодах «Школьный портфель», «Отличная загадка группы Korn о пиратском призраке», «Лестница в небо» и «Ждём новый фильм Терренса и Филлипа» сериала «Южный парк»;
в аниме Призрак в доспехах;
похожая боевая машина Лось (MOOSE) в фильме «Робот по имени Чаппи».
В мультфильме Аладдин и король разбойников, когда Аладдин возвращается с отцом в Аграбу, Джин показывает Аладдину в качестве охраника свадьбы Аладдина и Жасмин, робота похожего на ED 209, в окраске под Джина.
- В музыке:

Usual Suspects — Ed 209 (Renegade Hardware (RH33) — Lunacy EP);
Похожий робот в клипе Makai — Beneath The Mask;
Трэш-метал-группа Lich King, песня Ed-209 с альбома «World Gone Dead» (2010).